# Paulo Davim
Paulo Roberto Davim (Natal, 25 de outubro de 1959) é um médico e político brasileiro. 
Médico formado na Universidade Federal do Rio Grande do Norte, presidiu a Associação Médica do Rio Grande do Norte entre 1990 e 1993.

## Política
Filiado ao PT, disputou sua primeira eleição em 2002, elegendo-se deputado estadual potiguar. Tentou a reeleição em 2006, já pelo PV, mas obteve a suplência. Herdou o mandato em 2009 quando a então deputada estadual Micarla de Sousa tornou-se prefeita de Natal. 
Nas eleições estaduais no Rio Grande do Norte em 2010 foi eleito primeiro suplente de Garibaldi Alves Filho.
Com a licença de Garibaldi para assumir o comando do Ministério da Previdência Social, Paulo Davim assumiu o mandato em 3 de fevereiro de 2011.